# Толмачёв, Родион Валентинович
Родио́н Валенти́нович Толмачёв (р. 30 июля 1978, Андижан) — российский фаготист, солист оркестра Мариинского театра, лауреат всероссийских и международных конкурсов.

## Биография
Родион Толмачёв начал заниматься музыкой в возрасте 6 лет. С 1993 по 1996 год он учился в Андижанском музыкальном училище по классу фортепиано и фагота. В 1996—1997 годах Толмачёв продолжил заниматься на фаготе в Ташкентской консерватории. Переехав в 1998 году в Санкт-Петербург, он продолжил обучение в Санкт-Петербургской консерватории имени Н. А. Римского-Корсакова под руководством профессора Кирилла Соколова. В 2003 году он окончил консерваторию, а с 2004 по 2006 год проходил стажировку в Ганноверской Высшей школе музыки и театра у профессора Дага Йенсена.
С 2003 года Родион Толмачёв — солист оркестра Мариинского театра. Помимо работы в оркестре он является участником духового квинтета Мариинского театра.

## Награды и звания
- Лауреат I премии Всероссийского конкурса исполнителей на деревянных духовых инструментах (Санкт-Петербург, 2000)
- Лауреат III премии конкурса квинтетов германской телерадиокомпании A.R.D. (Мюнхен, 2001)
- Лауреат Гран-при международного конкурса Japan Wind and Percussion Competition (Токио, 2007)
- Лауреат I премии международного конкурса Fernand Gillet-Hugo Fox Bassoon Competition (Прово, 2008)